# آملاعمو (نشریه)
نشریه آملاعمو یا ملا عمو  ارگان انجمن اسلامیه تبریز بود که در تبریز منتشر می‌شد و در مخالفت با مشروطه‌خواهان می‌نوشت و آنان را بابی یا لامذهب قلمداد می‌کرد. به طور مثال از مدیریت حاج مهدی کوزه‌کنانی در اداره غلات انتقاد می‌کرد که نزدیکان خود را در آن اداره به کار گمارده‌است. این نشریه همچنین به باقرخان، علی مسیو و سایر سران مشروطه‌خواهان خرده می‌گرفت.